# گشنسب‌داد
گُشنَسب‌داد ملقب به نخوراگ از سرداران ایران قدیم بود.
مقتدرترین نجبای ایران در زمان پیروز یکم دو تن بودند: یکی زرمهر یا سوخرا، فرمانروای سیستان، از خانوادهٔ بزرگ کارن و دیگری شاهپور که از مردم ری و خاندان مشهور مهران بود. پس از کشته شدن پیروز در جنگ با هفتالیان این دو سردار که با لشکری بزرگ در ایبری و ارمنستان به جنگ مشغول بودند با عجله به تیسفون برگشتند تا نفوذ خود را در انتخاب پادشاه جدید به کار ببرند. بلاش برادر پیروز انتخاب شد و در زمان سلطنت این پادشاه فرمانروای حقیقی ایران زرمهر بود. او با وهن صلح کرد. زرمهر گشنسب‌داد را مأمور مذاکره با ارمنیان نموده بود. او در ضمن صحبت با وهن ممیکونی رئیس یاغیان ارمنی چنین گفت: «پیروز  کشوری چندان آباد و مستقل را تسلیم هفتالیان کرد و تا تسلط این طایفه باقی است کشور ایران از قید عبودیت و زنجیر هولناک اسارت نجات نخواهد یافت.» ارمنیان توانستند از موقع استفاده کنند و شرائط صلحی که وهن تحصیل کرد نشان می‌دهد که عیسویان متعصب تر از زرتشتیان بوده‌اند زیرا نه فقط وهن آزادی کامل دیانت مسیح را طلب کرد بلکه درخواست نمود که دیانت زرتشت در ارمنستان ملغی شود و آتشکده‌های آنجا را خراب کنند.